# ヤマハ・SYシリーズ
SYシリーズ（エスワイシリーズ）はヤマハのシンセサイザーの機種の型番・商品名。1970年代、同社はSY-1、SY-2などSYを冠したアナログシンセサイザーを発売していた時期があるが、ここでは1980年代末から1990年代前半にかけて同社が発売したデジタルシンセサイザーについて記述する。

## 概要
このシリーズの特徴は一部の機種を除きPCM音源（AWM2音源）とFM音源（AFM音源）のハイブリッド音源（RCM音源）を搭載し、両者をかけ合わせることで、音色を作りかえられるという点である。但し、膨大なパラメーターの操作が必要となため音色作成の難易度は高い。音楽業界では、シンセサイザーやシーケンサーなどを組み合わせて1台で楽曲制作を完結できるようにした製品をワークステーションと言うが、SYシリーズもワークステーションとして設計されており、エフェクターや、一部の機種を除きデジタルフィルターも内蔵していた。更にシーケンサーも内蔵した。SYシリーズ登場前の1980年代には1億円以上する大型ワークステーションのシンクラヴィア等が幅を利かせていたが、SYシリーズ等の数十万円程度で買えるコンパクトなワークステーションが登場したことで業界全体としてワークステーションの普及とダウンサイジングが進んで行った。モジュールタイプ（鍵盤のない音源だけのタイプ）はTGシリーズと名付けられ、こちらも省スペースの用途で普及した。SYシリーズはハイエンド製品としてのコストパフォーマンスは非常に高かったが、シンクラヴィアと違ってサンプリングやハードディスクレコーディングが不可能であったり、シーケンサーの機能に制約があるなど、性能的には一部劣っていた。この課題の解決は21世紀におけるDAWの成熟と普及を待つことになる。

### AFM音源
SYシリーズで特筆すべきAFM音源部分は、DXシリーズのFM音源より大幅に強化された。DXシリーズのオペレータはサイン波だけであったが、AFM音源ではサイン波以外に数種類の波形を選ぶことができた。フィードバックループがあるオペレータはDXでは１個だけだったが、AFM音源では３個になっている。オペレータの接続バリエーションであるアルゴリズムでは、たすき掛けのような複雑なものも装備された。さらに出力はレゾナンス付きのデジタルローパスフィルターを通り、フィルターカットオフをアナログシンセと同様、エンベロープジェネレータやLFOで変調することができた。さらにPCM波形でオペレータを変調することができた。この場合のキャリアとなるオペレータは0Hz固定に設定する必要があった。DXと同じ６オペレータであったが、これらの機能により非常に複雑な音作りが可能であった。しかし、機能をフル活用するには膨大なパラメータの手動設定が必要になるなど、利便性の面で欠点は多かった。そもそもPCM波形でオペレータを変調しても、変調が掛かりすぎてノイズだらけになる傾向があった。AFM音源は、DXシリーズから改良が続けられてきたヤマハのFM音源の最高峰と言える。しかし、広い自由度の中で実用的なパラメータの組み合わせは僅かであった。

### 後継機種
94年には音色合成より伴奏データ作成を主眼に置いたWシリーズが発売され、それに移行したとも考えられるが、Wシリーズの発売後もSY99、SY85、SY35は継続販売されていた。直系の後継機種といえるのは、98年発売のハイブリッド音源を搭載するEXシリーズで、これらの発売に伴い製造中止となった。しかし、AFM音源はコスト高で利用者においても活用し切れず、プリセット中心のシンセの利用形態が広まった事もあって、これらの後継機種には搭載されなかった。
その後、2016年にMONTAGEが発売されることで、ヤマハ製のFM音源搭載のハイブリッドシンセが久々に世に現れることとなった。

## シリーズのモデル
SY99
1991年発売。SYシリーズの最高峰モデル。76鍵、32音ポリフォニック。RCM音源を搭載している。PCM音源部は8MBのWAVE ROMで、267種類の波形を収録している。0.5MBのバッテリーバックアップされたスタティックRAMを標準装備（最大拡張時3MB）。サンプラーTX16Wの波形を読み込むことも可能である。FM音源部は6オペレーター、45アルゴリズム。最大27,000音、10ソング記録可能な16トラックシーケンサーを搭載。2系統最大4種類のエフェクトを同時使用可能。マスターキーボード機能も搭載。希望小売価格は420,000円（税別）。なお、多数の基板を搭載しているため重量が19.6kgもあり、頻繁な持ち運びは難しい。それどころか、単純に位置を動かすだけでも苦労するほどの重さである。別売りカードで波形を拡張可能。本体添付のデモソングはチック・コリアが作成したデモソング冒頭の"Hi, I am Chick Corea. This is YAMAHA, S-Y Ninty Nine."というPCM音声ファイルを0.5MBのスタティックRAMにロードするため、フロッピーディスクで供給された。SY99はバブル期の集大成のような全部入りの仕様を備えたワークステーションであり、"King of Synthesizer"と言われていた。access結成前の浅倉大介が開発に携わり、浅倉自身もメインキーボードとして楽曲制作で多用した。
SY99 SOUND DISK
- SD9901 EUROPEAN DANCE
- SD9902 ANALOG SYNTH
- SD9903 ORCHESTRAL INSTRUMENTS
- SD9904 FILM COMPOSER

SOUND SOURCE UNLIMITED SOUND DISK for SY99
- SY9501 GUITAR & BASS I
- SY9502 GUITAR & BASS II
- SY9503 ORCHESTRAL I
- SY9504 ORCHESTRAL II
- SY9505 SYNTHS I
- SY9506 SYNTHS II
- SY9507 ETHNIC
- SY9508 DRUMS
- SY9509 CLAVIERS
- SY9510 BRASS & REEDS

- SY901 RADICAL FILM TEXTURES
- SY902 VECTOR EMULATIONS
- SY903 SUPER R&B
- SY904 ROCK,POP,ROLL

- SY971 POP/ROCK/R&B
- SY972 ATMOSPHERIC & FILM

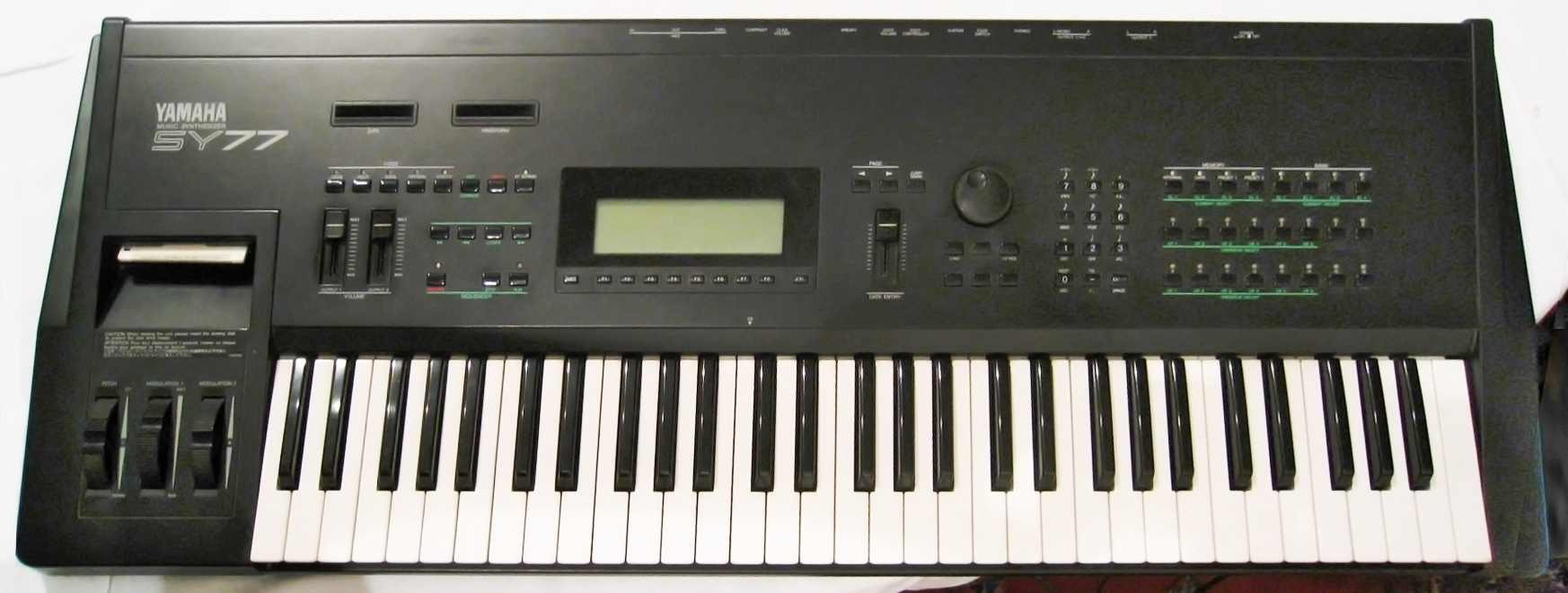
SY77
1989年発売。デジタルシンセサイザーのSYシリーズの最初のモデル。61鍵、32音ポリフォニック。PCM音源部は4MBのWAVE ROMで、112種類の波形を収録している。最大16,000音記録可能な16トラックシーケンサーを搭載。希望小売価格は300,000円（税別）。3Uサイズにした、モジュール版TG77もある。別売りカードで波形を拡張可能。SY99同様にフロッピーディスクドライブを搭載している。またSY77は、当時の音楽シーンを揺るがしたほどの実力だった。
SY77/TG77 VOICE DATA CARD 音色カード 各64ボイス収録
- VC7701 SHOFUKU ACT1
- VC7702 SHOFUKU ACT2
- VC7703 R&D TOKYO SELECTION VOL.1 STUDIO PLAYER
- VC7704 R&D TOKYO SELECTION VOL.2 90's POP SOURCE
- VC7705 JSPA EDITION VOL.1 春夏秋冬
- VC7706 JSPA EDITION VOL.2 最新流行音色
- VC7707 R&D TOKYO SELECTION VOL.3 SYNTH ETHNIC
- VC7708 R&D TOKYO SELECTION VOL.4 SUPER PAD

SY77 VOICE DISK
- VD77 SPECIAL SELECTION from TG77

SY77 DISK&BOOK
- DB-01 SOUND COLLAGE/AMERICAN STYLE
- DB-02 SOUND COLLAGE/BRITISH STYLE

SY77/TG77 SOUND CARD SET 波形カード+音色カード 各波形+64ボイス収録
- S7701 SAX1
- S7702 DRUMS1
- S7704 BRASS SECTION
- S7705 STRINGS SECTION
- S7731 SYN WAVE1
- S7732 SYN WAVE2
- S7751 ROCK&POP

SOUND SOURCE UNLIMITED SOUND DISK for SY77/TG77 各64ボイス+1デモ曲収録
- SY701 ALCHEMY COLLECTION
- SY702 PLATINUM COLLECTION
- SY703 MANHATTAN COLLECTION
- SY704 CALIFORNIA COLLECTION
- SY705 ROCK&ROLL CLASSICS
- SY706 ATMOSPHERIC TEXTURES
- SY707 POP MUSIC COLLECTION
- SY708 FILM TEXTURES
- SY709 URBAN DANCE/POP
- SY710 WAVESTATION IMPRESSIONS
- SY711 PROGRESSIVE ANALOG TEXTURES
- SY712 DUAL ELEMENT DRUMS&PERCUSSIONS

SY85
1992年発売。SYシリーズの最終モデル。PCM音源のみ搭載の機種。61鍵、30音ポリフォニック。8本のスライダーを利用して音色をリアルタイムに変化させることが可能。PCM音源のWAVE ROMは6MBで、244種類の波形を収録している。SY99同様、サンプラーTX16Wの波形を読み込むことも可能。同じくMIDIサンプル・ダンプ・スタンダード基準にも対応。希望小売価格は210,000（税別）。別売RAMボードの他、汎用のSIMMでもメモリーの拡張ができる。8トラックシーケンサーを搭載。ソフトバレエがMILLION MIRRORSツアーでマスターキーボードとして使用していた。また小室哲哉も“篠原涼子 with t.komuro”『恋しさと せつなさと 心強さと』のPVで、P-500の上にセットしていた。
SY85 SOUND DATA DISK
- SD8551 UK SOUND EXPRESSION
- SD8552 USA SOUND EXPRESSION

SY85 VOICE CARD
- VC8501 TOP40
- VC8502 SUPER SYNTH

SY55
1990年発売。PCM音源のみ搭載の機種。61鍵、16音ポリフォニック。波形容量は2MBで、74種類の波形を収録している。8トラックシーケンサーを搭載。
SY55/TG55 VOICE DATA CARD 音色カード 各64ボイス収録
- VC5501 ANALOG SYNTHESIZER 1
- VC5502 DIGI SYNTHESIZER 1
- VC5503 UK SOUND CHART
- VC5504 USA SOUND CHART

SY55/TG55 SOUND CARD SET 波形カード+音色カード 各64ボイス収録
- S5501 SAX 1
- S5502 DRUMS 1
- S5504 BRASS SECTION
- S5531 SYN WAVE1
- S5551 ROCK&POP

SOUND SOURCE UNLIMITED ROM CARD for SY55/TG55 音色カード 各128ボイス収録
- TG501 SY77 IMPRESSIONS VOL.1
- TG502 MODERN ARTIST SOUNDSCPES
- TG503 MODERN ROCK CLASSICS
- TG504 MODERN ANALOG SOUNDSCAPES

SY35
1992年発売。FM音源、PCM音源のハイブリッドモデル。61鍵、16音ポリフォニック。コルグのWAVE STATIONと同じようにベクターコントローラーを持ち、リアルタイムに音色を変化させることが可能。SY22の音色を差し替えたリニューアルモデルで、SY22から波形メモリーが2倍に増やされている。シーケンサー非搭載。希望小売価格は100,000円(税別)。
SY35 VOICE CARD　音色カード　各64ボイス+16マルチ収録
- VC3501 POP STANDARDS
- VC3502 SUPER SYNTH

SY22
1990年発売。FM音源、PCM音源のハイブリッドモデル。61鍵、16音ポリフォニック。SY35と同様にベクターコントローラーを持ち、リアルタイムに音色を変化させることが可能。シーケンサー非搭載。デスクトップタイプのモジュール版TG33もある。
SY22 VOICE DATA CARD　音色カード　各64ボイス+16マルチ収録
- VC2201 VECTOR1 バンド進化論
- VC2202 VECTOR2 多録の友
- VC2203 VECTOR3 生福

SOUND SOURCE UNLIMITED ROM CARD for SY22/TG33　音色カード　各128ボイス+マルチ収録
- SY201 SY77 IMPRESSIONS
- SY202 PROTEUS IMPRESSIONS
- SY203 VECTOR ATMOSPHRES
- SY204 ULTIMATE TOP40